# Regina Pacis közösség
A Regina Pacis Közösség (olaszul: Comunità Regina Pacis; jelentése: „Béke Királynője közösség”) olyan katolikus karizmatikus lelkiségi mozgalom, amelynek tagjai a római katolikus egyház tanítását vallva imádságos életet élnek, a szegények szolgálatával kapcsolatos tevékenységeket és evangelizációt végeznek.

## Tevékenysége
A Regina Pacis családja több ágból tevődik össze:
- Belső közösség: a közösség különböző életállapotú tagjai - családok, szerzetesek, laikusok, papok -, akik együtt, de külön lakrészben élnek. Mindenki saját életállapotának megfelelően egyszerűségben, alázatban törekszik az Evangélium tanításának megélésére. A szerzetesek két év noviciátusban élnek, melynek végén az Egyház hagyományai szerint fogadalmat tesznek szegénységre, tisztaságra, engedelmességre és alázatra, életüket felajánlják a gyermekek, a fiatalok, a családok és a szegények szolgálatára és evangelizálására. Azok a szerzetesek, akik papi hivatást éreznek, a megyés püspök beleegyezése után teológiai tanulmányokat folytatnak a szemináriumban, és az egyházmegyébe inkardinálódnak. A laikusok ígéretet tesznek engedelmességre, szegénységre, tisztaságra és alázatra, életüket pedig Krisztus, a testvérek és a szegények szolgálatába állítják. A családok a Közösség szerves részét alkotják. A Közösség a családok identitását nem változtatja meg: a házastársak egységét egymással és gyermekeikkel mindig elsődlegesnek tekintik. A gyermekek a Közösségen kívül járnak iskolába.
- Külső közösség: tagjai a világban élnek és vállalják, hogy az Evangélium és a Regina Pacis lelkisége szerint élnek a világban, miközben támogatják a közösség kezdeményezéseit. Évenkénti ígéretekkel kötik magukat a Közösséghez.
- Baráti kör: tagjai mindenféle elköteleződés nélkül segítik a közösséget.
- Fiatalok törzse: azokból a fiatalokból áll, akik rendszeresen látogatják a Közösséget, követve annak lelkiségét, és vállalják, hogy az evangélium szerint élnek saját családjukban és környezetükben: iskolában, munkahelyen. Ők is évenkénti ígéretekkel kötelezik el magukat. A közösségben a gyerekek külön törzset alkotnak, akik általában a külső és belső kör tagjainak gyermekei.

Lelkiségük meghatározó jegyei: az egyszerűség, alázat, gyermeki lelkület, irgalmasság, megbocsátás, szeretetszolgálat, engedelmesség, a kereszt szeretete és az isteni gondviselésre való hagyatkozás. Meghatározó jellemzőjük a napi szentmise, a szentségimádás, a liturgikus és a dicsőítő ima, a Szentlélek segítségül hívása, az elfogadó szeretet, a szegények szolgálata és az evangelizáció. Brazíliában három városban (Quixada, Feira de Santana, Fortaleza) működik óvoda, iskola a legszegényebb gyerekek fogadására. Az intézmények fenntartása a távörökbefogadás által biztosított.
Magyarországon a Közösség tagjai és önkéntesek ellenszolgáltatás nélkül hétköznap délelőttönként felkeresik az egyedül élő, elhagyatott időseket otthonaikban, segítik őket gondjaik megoldásában, ha pedig katolikusok az Eucharisztiát is elviszik nekik. A Közösség mindenekelőtt a Kassai téri Szentlélek Plébániával működik együtt, ahol lelki programokat és imaórákat szervez. Havonta lelkigyakorlatokat (lelkinapokat) tartanak családoknak és fiataloknak.
A családok lelkinapján a felnőttek tanításon vesznek részt, amit általában kiscsoportos megbeszélés, megosztás követ. A közös ebéd után szentségimádást végeznek, olykor egy-egy tanúságtételt hallgatnak meg, majd a nap szentmisével zárul. A gyerekeknek külön programot szerveznek. Minden évben családos nyári tábort rendeznek.
A fiatalok lelkinapján a fiatalok tanításon, szentségimádáson és szentmisén vesznek részt. A nap folyamán jut idő közös beszélgetésre, kötetlen együttlétre is. Hetente zenés imatalálkozókat szerveznek a fiataloknak, ahol szentségimádás után tanítást hallgatnak, ezt kötetlen beszélgetés és agapé követi. Néhány éve a Közösség a fővárosban tanuló néhány fiatalnak diákszállást biztosít.
Nagy hangsúlyt fordítanak a gyerekek vallásos nevelésére. Szombatonként játszóház fogadja a kicsiket, ahol a kötetlen játék mellett fontos szerepet kap egyéb fejlesztőhatású tevékenység is (pl.: mese, dalosjáték, barkácsolás stb.). Hetente egyszer a gyerekek számára zene ovit, játékos zenei képességfejlesztő foglalkozásokat tartanak.
A Közösség kápolnájában egyéni szentségimádásra mindennap lehetőséget biztosítanak, hetente egyszer közösségi szentségimádáson lehet részt venni. Az igények és lehetőségeik figyelembevételével zarándolatokat szerveznek.

## Története
Alessandro (Sandro) Nottegar az orvosi diploma megszerzése után feleségével, Luisa Scipionatoval és három kislányával az olaszországi Veronából 1978-ban Brazíliába költözött, hogy önkéntes laikusként a betegeket és a legszegényebbeket szolgálhassa. Három évig Mato Grossóban, egy évig a rondóniai lepratelepen, majd egy kis faluban, Acre-ban éltek. Sandro mint önkéntes orvos dolgozott a szegények és leprások között. Miután 1982-ben visszatértek Olaszországba, ösztönzést kezdtek érezni arra, hogy az első keresztény közösségek példájára létrehozzanak egy közösséget, ahol laikusok, szerzetesek, családok egy közösségben élve megosztják egymással az imádság, a szolgálat és felüdülés óráit. Tanúságot akartak tenni arról, hogy a házasok is hivatottak az életszentségre. Rövidesen a Nottegar házaspár körül egy kis imaközösség alakult ki. 1986. augusztus 15-én mindenüket eladva sikerült megvenniük a veronai dombok közé épült Barbesi-villát, amit a közösség otthonául szántak. Még az év szeptember 19-én Alessandro meghalt szívinfarktusban - Luisa negyvenegy évesen egyedül maradt három lányával. Egy fiatal házaspár és sok barát támogatásával Luisa továbbvitte a Közösséget, ahova újabb fiatalok és házaspárok léptek be. 1987-ben megszületett a külső közösség. Hamarosan létrejött a barátok köre, akik mindenféle elköteleződés nélkül segítik a közösséget, majd 2000-ben a tribú, a fiatalok törzse.
- 1990-ben a Quixadá-i (Ceará - Brazília) püspök, Mons. Adelio Tomasin meghívására, megszületik az egyházmegyében a "Rahina da Paz" Közösség egy óvodával, általános- ès közèpiskolával és egy alultáplált gyermekeknek fenntartott részleggel. Elkezdődik a fiatalok és családok evangelizálása is. A hatalmas országban azóta is a legszegényebb és legelhagyatottabb gyerekeket igyekeznek támogatni. A Quixadai Egyházmegye püspöke, Adelio Tomasin dekrétumában "Krisztus-hívők hivatalos társulásának" ismerte el a közösséget.
- 1993-ban Budapest (Magyarország) kardinálisa, Dr. Paskai László meghívja a Közösséget a fővárosba a fiatalok evangelizálása, az egyedül élő, elhagyatott idősek látogatása és ottoni ápolására és együttműködésre a családok evangelizálásában. A missziós tevékenységet a Herminamezői Szentlélek plébánia plébánosának kérésére kezdik meg. Október 7-én, Rózsafüzér királynője ünnepén egy házat nyitnak Budapesten.
- 1998-ban, Feira de Santana (Bahia - Brazília) segédpüspöke, Dom Itamar Vian meghívja a Közösséget egyházmegyéjébe, hogy az elhagyatott gyermekek befogadására nyissanak egy közösséget.
- 2001-ben a "Rainha da Paz" óvoda megkezdi működését, valamint megkezdődik az együttműködés az egyházmegyével a fiatalok és családok evangelizálásában.
- 2005-ben felkérik a Közösséget egy óvoda és általános iskola vezetésére a brazíliai Ceará központjának,  Fortaleza városának szívében.